# Мартин, Энри
Э́нри Хосуэ́ Марти́н Мекс (исп. Henry Josué Martín Mex; род. 18 ноября 1992, Мерида) — мексиканский футболист, нападающий клуба «Америка» и сборной Мексики. Бронзовый призёр Олимпийских игр 2020 года в Токио.

## Клубная карьера
Мартин — воспитанник клуба «Мерида». 20 июля 2013 года в матче против «Дельфинес» он дебютировал в Лиге Ассенсо. 25 августа в поединке против «Сакатепека» Энри забил свой первый гол за «Мериду».
Летом 2014 года Мартин перешёл в «Тихуану». 27 июля в матче против столичной «Америки» он дебютировал в мексиканской Примере. 5 апреля 2015 года в поединке против «Монтеррея» Энри забил свой первый гол за «Тихуану».
В начале 2018 года Мартин перешёл в столичную «Америку». 8 января в матче против «Керетаро» он дебютировал за новую команду. В этом же поединке Энри забил свой первый гол за «Америку». 4 февраля в мате против Лобос БУАП он сделал хет-трик.

## Международная карьера
5 сентября 2015 года в товарищеском матче против сборной Тринидада и Тобаго Мартин дебютировал за сборную Мексику. 11 октября 2018 года в поединке против сборной Коста-Рики он забил свой первый гол за национальную команду.

### Голы за сборную Мексики
| #  | Дата            | Место                                            | Противник  | Счёт | Результат | Соревнование      |
| -- | --------------- | ------------------------------------------------ | ---------- | ---- | --------- | ----------------- |
| 1. | 11 октября 2018 | Университарио, Сан-Николас-де-лос-Гарса, Мексика | Коста-Рика | 2:2  | 3:2       | Товарищеский матч |